# Шерифабад (Зенджан)
Шерифаба́д или Шарифаба́д (перс. شريف آباد‎) — небольшой город на северо-западе Ирана, в провинции  Зенджан. Входит в состав шахрестана  Абхар. На 2006 год население составляло 5 521 человека.

## География
Город находится в восточной части Зенджана, в горной местности, на высоте 1508 метров над уровнем моря.
Шерифабад расположен на расстоянии приблизительно 87 километров к юго-востоку от Зенджана, административного центра провинции и на расстоянии 185 километров к западу-северо-западу (WNW) от Тегерана, столицы страны.